# Friedrich Geerdes
Johann Friedrich Geerdes (* 28. Mai 1892 in Leer; † 28. August 1982 ebenda) war ein deutscher Lehrer, Schulrat und Bürgermeister von Leer.

## Leben und Wirken
Friedrich Geerdes war eines von zehn Kindern eines Leerer Bauunternehmers. Von 1906 bis 1909 lernte er an der Präparande und bis 1912 am Lehrerseminar von Aurich. Als 19-Jähriger arbeitete er danach als Küster und Organist an der Volksschule von Blersum im Kreis Wittmund. Ab dem 1. April 1913 war er 2. Lehrer in Großefehn II. Während des Ersten Weltkriegs diente er als Soldat, Kompanieführer und Leutnant. Ab dem 1. Januar 1919 wirkte er als zweiter Lehrer an der Volksschule von Nordgeorgsfehn und wechselte 1921 an die Volksschule Ostersteg in Leer, wo er im selben Jahr heiratete.
Geerdes trat früh ihn die SPD ein und engagierte sich dort gemeinsam mit Hermann Tempel, Louis Thelemann und Wilhelmine Siefkes. Aufgrund seiner Parteizugehörigkeit und der eindeutigen Ablehnung der Nationalsozialisten verlor er kurz nach der Machtergreifung im Rahmen eines Amtsenthebungsverfahrens seine Stelle. Der Regierungspräsident beurlaubte Gerdes und Siefkes, die bis Lebensende befreundet blieben, mit Schreiben vom 13. Mai 1933. Am 1. Oktober 1933 erhielt Geerdes eine neue Stelle an der Volksschule von Dornum. Da ihn die Nationalsozialisten als nicht würdig genug erachteten, erhielt er eine 1913 geschaffene Stelle des Hauptlehrers nicht. Aus diesem Grund wechselte er 1939 an die einklassige Schule von Weener, wo ihn die Militärregierung 1945 zum Schulrat ernannte. Zum 15. Mai 1946 wurde er zum Schulrat des Schulaufsichtskreises Weener berufen. Zum 1. Juli 1947 wechselte er zum Schulaufsichtskreis Leer und ging am 1. Juli 1957 in den Ruhestand.
Geerdes erachtete die Arbeiten als Lehrer und Schulrat immer als seine bedeutendste Aufgabe. Während des Krieges waren zahlreiche Schulgebäude zerstört und Lehrer entlassen worden; nach Kriegsende befanden sich zahlreiche Lehrkräfte in Gefangenschaft und in der Region viele Heimatvertriebene, was stark erhöhte Schülerzahlen zur Folge hatte. Geerdes führte die notwendigen Maßnahmen zur Aufnahme des Schulbetriebs durch und integrierte neue Lehrkräfte, die an den pädagogischen Hochschulen Niedersachsens eine neue Form der Ausbildung erhalten hatten. Er bereitete die Grundlage für die Umwandlung der Bildungseinrichtungen hin zu einer demokratischen Schule.
Geerdes galt als ideale Persönlichkeit für die Aufgaben als Schulrat. Aufgrund seiner langjährigen Berufspraxis als Pädagoge verfügte er über breites pädagogische Fähigkeiten und Wissen und galt aufgrund seiner politischen Grundhaltung, die er während der Zeit des Nationalsozialismus nicht aufgegeben hatte, als angesehener Demokrat. Er ermöglichte es neuen Lehrern früh, Führungsaufgaben zu übernehmen und half, im Kreis Leer kindbezogene Schulen mit reformbereiten Lehrkräften zu schaffen. Damit legte er die entscheidenden Grundlagen für eine Ende der 1950er aufgenommene Schulreform.
Ab 1956 wirkte Geerdes als Leerer Ratsheer, wo er 1964 zum Bürgermeister gewählt wurde und dieses Amt vier Jahre ausübte. Danach entschied er sich gegen ein neues Ratsmandat.